# Stoutenburg Noord
Stoutenburg Noord is een buurtschap en een buitengebied in de gemeente Amersfoort, in de provincie Utrecht.
Het vormt een oostelijke uitloper van de gemeente Amersfoort:
- in het noorden begrensd door de autosnelweg A1, de grens met de gemeente Nijkerk in de provincie Gelderland;
- in het zuiden begrensd door de Barneveldse Beek, de grens met de gemeente Leusden;
- in het oosten begrensd door de historische grens met de gemeente Barneveld in de provincie Gelderland.[2]

Op 1 januari 2023 omvatte het 119 huishoudens met 330 inwoners.

## Geschiedenis
De naam van de buurtschap gaat terug op het kasteel Stoutenburg. Rondom dit kasteel het gerecht of de heerlijkheid Stoutenburg, die tot 1969 als zelfstandige gemeente bleef voortbestaan, hoewel het in het noorden en westen grondgebied aan Amersfoort moest afstaan. In 1969 werd Stoutenburg toegevoegd aan Leusden. In 1998 volgde een nieuwe herindeling, waarbij het noordelijke deel van het vroegere Stoutenburg bij Amersfoort werd gevoegd.

## Station Hoevelaken
Aan de noordgrens van Stoutenburg Noord werd op 9 december 2012 station Hoevelaken geopend ten behoeve van de bewoners van het in de gemeente Nijkerk liggende Hoevelaken.

## Indeling voor statistiek
Bij de officiële wijk- en buurtindeling voor statistische doeleinden wordt dit gebied aangeduid als Wijk 12 Buitengebied Oost (CBS-code: 030712), waarbinnen dan weer de buurten Bloeidaal (CBS-code: 03071201) en Stoutenburg-Noord (CBS-code: 03071202) worden onderscheiden. Op de kaartjes hieronder is eerst Bloeidaal en daarna Stoutenburg-Noord met donkerrood aangegeven.

Bloeidaal
Stoutenberg-Noord